# Lutz Hill
Der Lutz Hill ist ein rund 1000 m hoher Hügel auf der antarktischen Ross-Insel. In den Kyle Hills ragt er 1,5 km südöstlich des Felssporns The Tooth auf.
Das Advisory Committee on Antarctic Names benannte ihn im Jahr 2000 nach dem US-amerikanischen Elektroingenieur Larry F. Lutz von der University of Maryland, der von 1980 bis 2000 im Rahmen des United States Antarctic Program an der Entwicklung diverser wissenschaftlicher Messinstrumente und in 17 Kampagnen an deren Installation auf der McMurdo-Station, der Amundsen-Scott-Südpolstation und der Siple-Station beteiligt war.